# Хачатурянц, Ашот Рафаилович
Ашо́т Рафаи́лович Хачатуря́нц (род. 25 мая 1968, Кисловодск, Ставропольский край) — российский менеджер и спортивный функционер. Вице-президент и член бюро исполкома Российского футбольного союза, бывший президент Российской премьер-лиги.

## Биография
Ашот родился в Кисловодске Ставропольского края в мае 1968 года.
В 1991 году он закончил Московский институт нефти и газа им. И. М. Губкина и в том же году начал работать в компании «Газэкспорт», дочерней компании «Газпрома». Позже он был назначен председателем группы «Siderca», аргентинской компании, которая занималась нефтяным бизнесом и позже была приобретена японцами. В 1990-е годы он жил и работал в Буэнос-Айресе. В более позднем интервью, став президентом Российской премьер-лиги, признал, что он является ярым фанатом аргентинского футбола.
В 2001—2004 годах занимал должность председателя Департамента инвестиционной политики Минэкономразвития России. В то время он был советником министра экономического развития Германа Грефа и считался одним из его соратников.
В 2002 году занимался развитием инфраструктуры спортивного общества «Динамо» в регионах.
В 2004 году его неожиданно назначили руководителем программы Федеральной пограничной службы Федеральной службы безопасности. В рамках своей работы ему было поручено укрепление российской границы в регионе Северного Кавказа.
После того, как Греф был назначен генеральным директором «Сбербанка», он предложил Хачатурянцу должность генерального директора «Сбербанк Капитал», дочерней компании «Сбербанка». В этой должности Хачатурянц работал с 2008 по 2021 год.
С апреля 2020 года по июль 2021 года он был президентом холдинга «Евроцемент груп», а также входил в попечительский совет Государственной Третьяковской галереи.
В ноябре 2019 года был назначен руководителем судейского комитета Российского футбольного союза, а также возглавил экспертную судейскую комиссию при президенте Союза Александре Дюкове. В связи с этим он стал членом комитета по программе развития футбола при совете директоров Российского футбольного союза.
В октябре 2021 года был назначен исполняющим обязанности президента Российской Премьер-лиги, заменив Сергея Прядкина, который ушёл в отставку. Его назначение было официально утверждено 22 ноября 2021 года сроком на пять лет. Однако уже 27 июня 2022 года объявил об уходе с поста президента РПЛ. После ухода с поста Президента РПЛ, основал футбольную академию в Москве.